# Ituglanis amazonicus
Ituglanis amazonicus är en fiskart som först beskrevs av Franz Steindachner 1882.  Ituglanis amazonicus ingår i släktet Ituglanis och familjen Trichomycteridae. Inga underarter finns listade i Catalogue of Life.